# کوآتی بینی‌سفید
کوآتی بینی‌سفید (نام علمی: Nasua narica) نام یک گونه از سرده بینی‌خرس‌ها است.